# Storia della filosofia occidentale (Russell)
Storia della filosofia occidentale (titolo completo: Storia della filosofia occidentale e dei suoi rapporti con le vicende politiche e sociali dall'antichità a oggi, titolo originale A History of Western Philosophy And Its Connection with Political and Social Circumstances from the Earliest Times to the Present Day) è un saggio divulgativo di storia della filosofia scritto da Bertrand Russell.

## Sviluppo e stesura del libro
L'opera venne scritta durante la seconda guerra mondiale, mentre Russell si trovava negli Stati Uniti, e deve la propria origine a una serie di lezioni di storia della filosofia che egli tenne alla Barnes Foundation di Filadelfia tra il 1941 e il 1942.

## Struttura dell'opera
L'opera è composta da tre libri, ognuno dei quali diviso in parti e ulteriormente in capitoli; ogni capitolo è dedicato a un singolo autore, a una scuola filosofica o a una descrizione storica degli avvenimenti e del contesto socioculturale in cui determinate filosofie si svilupparono. La struttura dei tre libri è la seguente:

### Libro primo
Il primo libro tratta della filosofia antica. È diviso in tre parti, dedicate a presocratici, a Socrate, Platone e Aristotele, e alla filosofia ellenistica e romana.

### Libro secondo
Il libro secondo tratta della filosofia cristiana cattolica dell'Alto (i Padri) e del Basso Medioevo (la Scolastica).

### Libro terzo
Il terzo libro tratta della filosofia moderna e contemporanea, dal Rinascimento a Hume, e successivamente dall'Illuminismo alle filosofie del Novecento.

## Accoglienza del pubblico e della critica
Scritta in uno stile semplice e accessibile al grande pubblico, spesso arguto quando non umoristico, l'opera ebbe notevole successo commerciale sia in Europa che negli Stati Uniti.
I filosofi e in generale gli intellettuali contemporanei e posteriori a Russell si divisero circa la critica dell'opera, e questa in generale raccolse sia consensi che pesanti stroncature. Roger Scruton, ad esempio, apprezzò l'opera, ma mosse al suo autore alcune critiche riguardo all'organizzazione del lavoro e alla gestione delle introduzioni storiche. Critiche più severe vennero da George Steiner e da Yorick Smythies.
Lo stesso Bertrand Russell commentò il proprio libro così:
(Bertrand Russell, Autobiografia)

## Edizioni
- Bertrand Russell, A history of western philosophy and its connection with political and social circumstances from the earliest times to the present day, New York, Simon and Schuster, 1945,  pp. XXIII, 895.
- Bertrand Russell, Storia della filosofia occidentale. Vol. 1: Filosofia antica; Vol. 2: Filosofia cattolica; Vol. 3: Filosofia moderna, traduzione di Luca Pavolini, Milano, Longanesi & C., 1948,  pp. 398+241+518.
- Bertrand Russell, Storia della filosofia occidentale, traduzione di Luca Pavolini, TEA, 2007,  p. 796, ISBN 88-502-0514-7.